# استودیو در خیابان دلا کوندامین

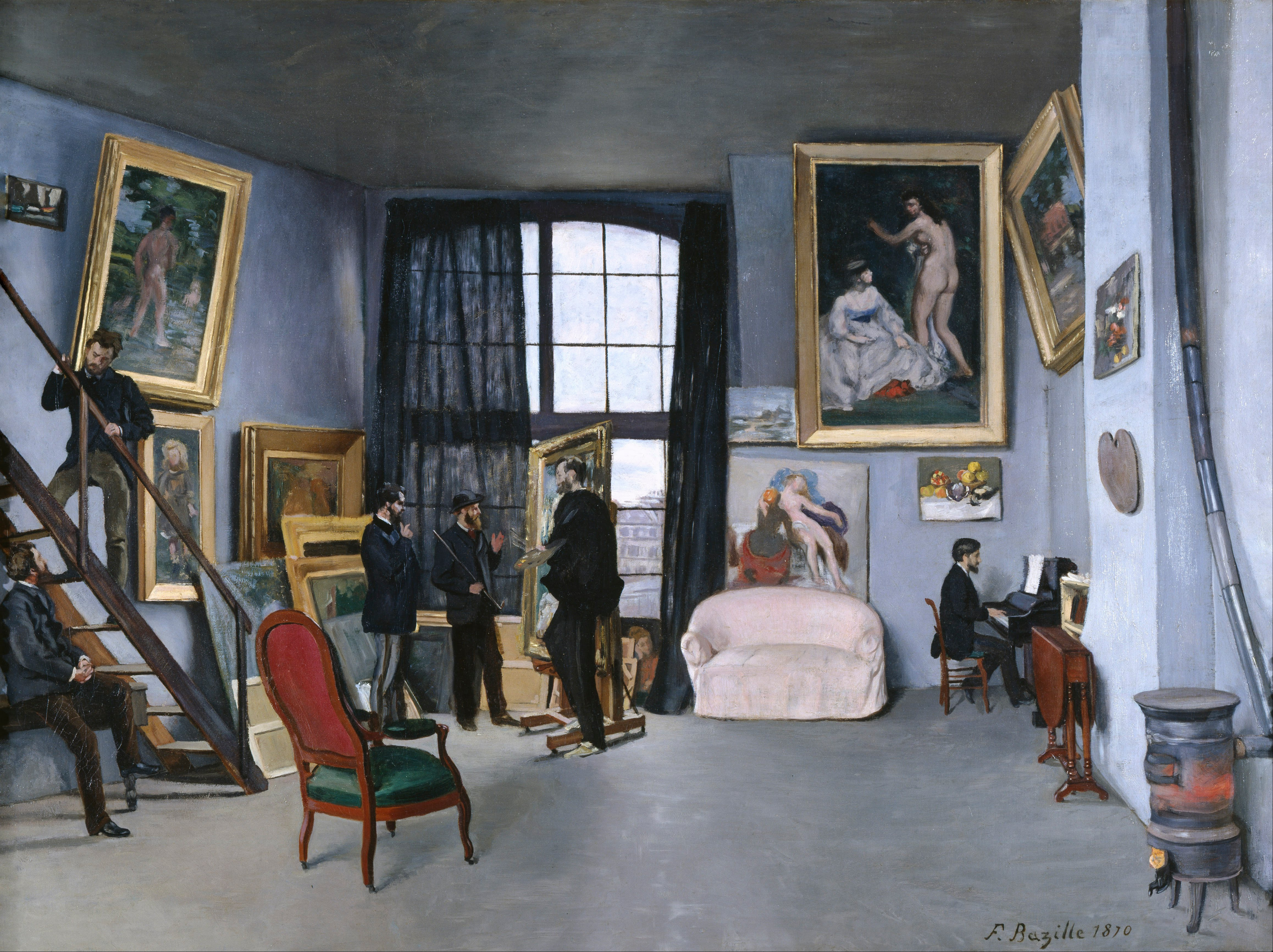
اثر نقاش را در استودیوی نقاشی‌اش در پاریس، به همراه کلکسیونش و در میان دوستانش، از جمله ادوار مانه، پیر آگوست رنوآر، ادموند متر و زکری آستراک را نشان می‌دهد.

استودیو در خیابان دلا کوندامین (انگلیسی: Studio in Rue de La Condamine) یا استودیو بازیل یک نقاشی مربوط به سال ۱۸۷۰ از هنرمند فرانسوی فردریک بازیل است. از کارهای اولیه امپرسیونیست‌ها این نقاشی از سال ۱۹۸۶ در موزه اورسی پاریس برگزار شده است. این اثر خود هنرمند را در میان دوستانش در استودیوی خود، از جمله نقاشان ادوار مانه و پیر آگوست رنوآر را نشان می‌دهد.
این اثر اکنون در مالکیت موزه اورسی قرار دارد.